# Lo scudo perduto
Lo scudo perduto (catalogato come Fr. 5 West o Fr. 8 Tarditi) è un titolo tradizionalmente dato ad un frammento attribuito al lirico e giambografo greco antico Archiloco.

## Testo
ἔντος ἀμώμητον, κάλλιπον οὐκ ἐθέλων·

αὐτὸν δ' ἐξεσάωσα. τί μοι μέλει ἀσπὶς ἐκείνη;

ἐρρέτω· ἐξαῦτις κτήσομαι οὐ κακίω.»
lasciai, ed era non disonoratoǃ, controvogliaː

però mi son salvato. Chi se ne importa di quello scudo?

Al diavoloǃ Presto ne comprerò uno non peggiore.»
(Trad. A. D'Andria)

## Struttura
Il breve frammento è composto da due distici elegiaci che evidenziano la dissacrazione dei valori tradizionali secondo cui le armi del guerriero erano sacre e la loro perdita equivaleva ad un grave disonore; chiara esplicitazione di questo pensiero si può trovare nel detto spartano "Figlio mio, torna o con questo (scudo) o sopra questo".
I due distici sembrano contrapporre da un lato, nei primi due versi, il rammarico per la perdita dello scudo, dall'altro la maggiore importanza dell'avere salva la vita. Tramite questo passaggio infatti lo scudo non viene più visto come un simbolo d'onore ma come un semplice oggetto.